# Royalteen: Prinsesse Margrethe
Royalteen: Prinsesse Margrethe és una pel·lícula de 2023 dirigida per Ingvild Søderlind. És la seqüela de la pel·lícula Royalteen del 2022. S'ha subtitulat al català.

## Trama
El ball de graduació de l'any passat va acabar en un gran drama per a la princesa Margarida. No gosa explicar a ningú el que va passar la nit que va ser hospitalitzada. De sobte, la família reial danesa planeja visitar Noruega, i la princesa Margarida finalment coneixerà el príncep danès amb qui ha estat parlant durant mesos. A mesura que el drama familiar comença a acumular-se per a la família reial noruega, es troba perduda entre tenir cura de la seva família, presentar-se com una princesa forta, i ser vulnerable a la recerca de l'amor.

## Distribució
La pel·lícula es va estrenar a la plataforma Netflix l'11 de maig de 2023.